# Ivan Dytjko
Ivan Dytjko (kazakiska: Иван Фёдорович Дычко), född 11 augusti 1990 i Kazakiska SSR, Sovjetunionen, är en kazakisk boxare. 
Dytjko tog OS-brons i supertungviktsboxning 2012 i London och 2016 i Rio de Janeiro.